# Hemigenia coccinea
Hemigenia coccinea là một loài thực vật có hoa trong họ Hoa môi. Loài này được C.A.Gardner mô tả khoa học đầu tiên năm 1942.